# Stritarjeva nagrada
Stritarjeva nagrada je nagrada Društva slovenskih pisateljev za literarno kritiko, ki je bila ustanovljena na pobudo Vitala Klabusa, poimenoval pa jo je pesnik Veno Taufer. Podeljuje se od leta 1998 »mladim, obetavnim kritiškim avtoricam in avtorjem, ki s svojim pisanjem in prodornim ocenjevanjem literarnih del vstopajo na področje kulturnega ustvarjanja in ga s svojo poglobljeno oceno pomembno sooblikujejo«, od vključno leta 2024 pa vsem kritikom, ne glede na starost.

## Nagrajenci
- 1998: Mitja Čander
- 1999: Petra Vidali
- 2000: Ignacija Fridl
- 2001: Vanesa Matajc
- 2002: Urban Vovk
- 2003: Lucija Stepančič
- 2004: Alenka Jovanovski
- 2005: Petra Pogorevc
- 2006: Gorazd Trušnovec
- 2007: Tina Kozin
- 2008: Jelka Ciglenečki
- 2009: Goran Dekleva
- 2010: Gaja Kos
- 2011: Ana Geršak
- 2012: Mojca Pišek
- 2013: Gabriela Babnik
- 2014: Aljoša Harlamov
- 2015: Tanja Petrič
- 2016: Aljaž Krivec
- 2017: Maja Šučur
- 2018: Diana Pungeršič
- 2019: Martina Potisk
- 2020: Veronika Šoster
- 2021: Robert Kuret
- 2022: Muanis Sinanović
- 2023: Anja Radaljac
- 2024: Petra Koršič
- 2025: Majda Travnik Vode